# Mussaenda philippica

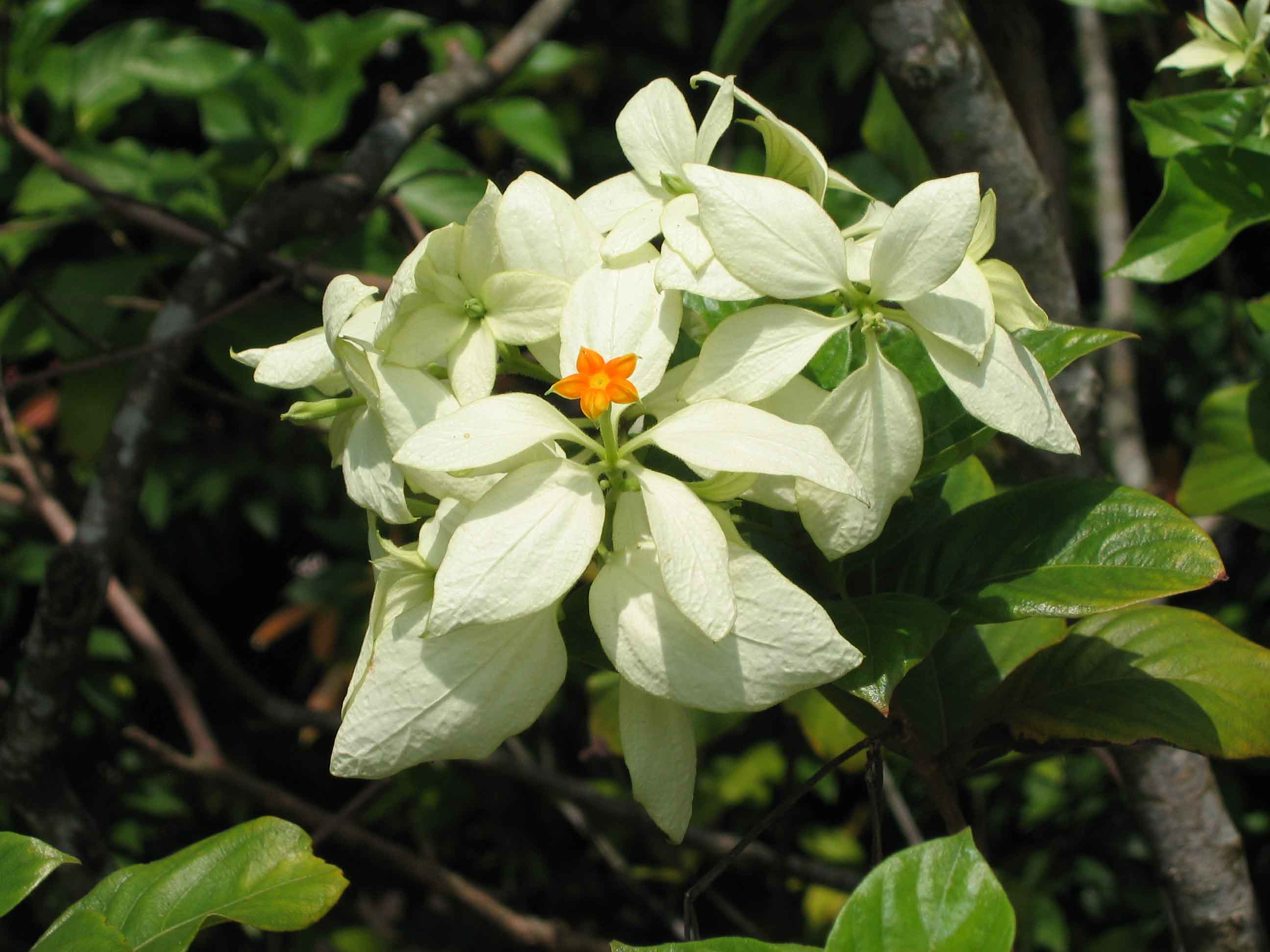
Blütenstand mit den auffälligen, vergrößerten Kelchblättern

Mussaenda philippica ist eine Pflanzenart aus den Philippinen.

## Beschreibung
Mussaenda philippica wächst als immergrüner Strauch oder kleiner Baum bis zu 8 Meter hoch.
Die kreuzgegenständigen und kurz gestielten Laubblätter sind leicht ledrig. Sie sind elliptisch oder eiförmig bis verkehrt-eiförmig, ganzrandig  und bis 23,5 Zentimeter lang. Die spitzen bis zugespitzten oder bespitzten Spreiten sind behaart, besonders unterseits auf den Adern, bis kahl. Der Blattrand ist bewimpert bis kahl. Es sind kleine, mehr oder weniger haltbare und interpetiolare, zweispitzige Nebenblätter vorhanden. Innen an den Neben- und Kelchblättern sind Kolleteren vorhanden.
Mussaenda philippica ist funktionell zweihäusig diözisch sowie heterostyl und distyl. Die Antheren der langgriffligen Blüten bzw. Pflanzen sind steril, bei den kurzgriffligen ist der Fruchtknoten steril. Es werden endständige, mehr oder weniger behaarte und schirmrispige Blütenstände gebildet. Die duftlosen, weißen bis cremefarbenen und gelb oder gelb-orangen, kurz gestielten, funktionell eingeschlechtlichen, stieltellerförmigen Blüten sind meist fünfzählig mit doppelter Blütenhülle. Der kleine, mehr oder weniger behaarte, Kelch am kurzen, behaarten Blütenbecher besitzt eilanzettliche Zipfel. Eines oder alle Kelchblätter sind stark vergrößert, gestielt, petaloid, weiß bis cremefarben und bis 13 Zentimeter lang. Die Krone ist schmal trichterförmig mit kurzen, bis 8 Millimeter langen, außen behaarten, innen gekielten, eiförmigen Zipfeln mit kleinem, spitzem Anhängsel an der Spitze. Die bis 3 Zentimeter lange, innen im oberen Teil behaarte Kronröhre, mit bärtig behaartem oder kahlem Schlund, ist im unteren Teil schlank und dann etwas geweitet. Die kurzen Staubblätter, in der oberen Hälfte der Kronröhre, sind eingeschlossen. Der zweikammerige Fruchtknoten ist unterständig mit meist eingeschlossenem Griffel und länglicher, zweilappiger Narbe. Es ist jeweils ein kahler Diskus vorhanden.
Die rundlichen bis ellipsoiden, beerenartigen, leicht warzigen, vielsamigen, braunen, mehr oder weniger behaarten Früchte sind bis 1,8 Zentimeter groß.